# Tony Hurel
Tony Hurel (Lisieux, 1 de novembro de 1987) é um ciclista profissional francês membro da equipa Saint Michel-Auber93.

## Palmarés
2012
- Polynormande

2017
- 1 etapa da Tropicale Amissa Bongo

2018
- 1 etapa do Tour de Loir-et-Cher
- 1 etapa do Tour de Bretanha

## Resultados em Grandes Voltas e Campeonatos do Mundo
|                    | 2011 | 2012 | 2013 | 2014 | 2015 | 2016 | 2017 |
| ------------------ | ---- | ---- | ---- | ---- | ---- | ---- | ---- |
| Giro d'Italia      | -    | -    | -    | 134º | -    | -    | -    |
| Tour de France     | -    | -    | -    | -    | -    | -    | -    |
| Volta a Espanha    | -    | -    | -    | -    | 145º | Ab.  | -    |
| Mundial em Estrada | -    | -    | -    | -    | -    | -    | -    |